# Christoph Schmidt (Historiker)
Christoph Schmidt (* 10. Februar 1954 in Bielefeld) ist ein deutscher Historiker. Er ist Professor und war Leiter der Abteilung für Osteuropäische Geschichte am Historischen Institut der Universität zu Köln.

## Leben
Schmidt studierte Geschichte und Slawistik in Mainz, Berlin und Leningrad. 1984 wurde er an der Universität Mainz promoviert. 1994 habilitierte er sich an der Universität zu Köln. Ab 1996 war er Professor an der Johann-Wolfgang-Goethe-Universität Frankfurt am Main, seit 2000 an der Universität zu Köln.
Zum 31. März 2020 wurde Schmidt in den Ruhestand verabschiedet. Er war Herausgeber des Onlinejournals des Kölner Forums für Geschichte und Kultur Osteuropas Neues Osteuropa (NOE) und Mitherausgeber der Jahrbücher für Geschichte Osteuropas (JGO).

## Schriften
- Russische Presse und Deutsches Reich 1905–1914. Böhlau, Köln 1988, ISBN 3-412-13988-2 (Dissertation, Universität Mainz, 1984).
- Ausgewählte Bibliographien und Bibliothekskataloge zur russischen Sozialgeschichte (1861–1917). Harrasowitz, Wiesbaden 1989, ISBN 3-447-02957-9.
- Ständerecht und Standeswechsel in Russland 1851–1897. Harrasowitz, Wiesbaden 1994, ISBN 3-447-03299-5.
- Sozialkontrolle in Moskau. Justiz, Kriminalität und Leibeigenschaft 1649–1785 (= Quellen und Studien zur Geschichte des östlichen Europa. Bd. 44). Steiner, Stuttgart 1996, ISBN 3-515-06627-6.
- Leibeigenschaft im Ostseeraum. Versuch einer Typologie. Böhlau, Köln 1997, ISBN 3-412-13896-7.
- Auf Felsen gesät. Die Reformation in Polen und Livland. Vandenhoeck & Ruprecht, Göttingen 2000, ISBN 3-525-01387-6.
- Die entheiligte Utopie. Jüdische Ideen- und Sozialgeschichte am Dnepr (1750–1900). Böhlau, Köln 2004, ISBN 3-412-10803-0.
- Russische Geschichte 1547–1917 (= Oldenbourg Grundriss der Geschichte. Bd. 33). Oldenbourg, München 2003, ISBN 3-486-56704-7; 2. Auflage 2009, ISBN 978-3-486-58721-0.
- Gemalt für die Ewigkeit. Geschichte der Ikonen in Russland. Böhlau, Köln 2009, ISBN 978-3-412-20285-9.
- Vom Messias zum Prolet. Arbeiter in der Kunst. Steiner, Stuttgart 2010, ISBN 978-3-515-09808-3.
- Pilger, Popen und Propheten. Eine Religionsgeschichte Osteuropas. Schöningh, Paderborn 2014, ISBN 978-3-506-77265-7.
- Absturz zur Wirklichkeit. Die Eroberung Berlins 1945. Metropol, Berlin 2019, ISBN 978-3-863-31466-8.
- Russland und Europa: Mythos oder Logos? Tectum, Baden-Baden 2023, ISBN 978-3-828-84871-9.